# Baryon
Baryonen sind subatomare Teilchen mit relativ großer Masse. Zu ihnen gehören das Proton und das Neutron (Sammelbegriff: Nukleonen) sowie eine Reihe weiterer, noch schwererer Teilchen. Sie sind (im Regelfall) aus drei Quarks zusammengesetzt.
Baryonen sind Fermionen, d. h., sie haben halbzahligen Spin und unterliegen dem Paulischen Ausschließungsprinzip (Pauli-Prinzip).
Baryonen können nur als Paare von Baryon und Antibaryon erzeugt oder vernichtet werden. Bei der Umwandlung eines Baryons („Zerfall“) entsteht immer ein anderes Baryon. Das leichteste Baryon, das Proton, ist stabil.
Zusammen mit den Mesonen werden Baryonen zur Klasse der Hadronen (zusammengesetzte Teilchen, die der starken Wechselwirkung unterliegen) zusammengefasst. Im Unterschied zu den Baryonen haben Mesonen ganzzahligen Spin, und ihre Zahl bleibt nicht erhalten.

## Etymologie
Die Bezeichnung „Baryon“ kommt von altgriechisch βαρύς (barýs ‚schwer‘, ‚gewichtig‘) als Gegensatz zu den „leichten“ Leptonen und den „mittelschweren“ Mesonen. Die Namensgebung passt zu den zuerst entdeckten Teilchen: das leichteste Baryon (das Proton) ist siebenmal so schwer wie das leichteste Meson (das Pion) und fast 2000-mal so schwer wie das leichteste geladene Lepton (Elektron). Allerdings gibt es Mesonen mit schweren Quarks, die deutlich schwerer sind als das Proton, und auch das Tau-Lepton ist schwerer.

## Eigenschaften

### Spin
Baryonen sind Fermionen, d. h., sie haben halbzahligen Spin und unterliegen dem Paulischen Ausschließungsprinzip (Pauli-Prinzip). Sie werden durch die Fermi-Dirac-Statistik beschrieben. Die Baryonen der niedrigsten Energie haben Spins von J = 1⁄2 und J = 3⁄2.

### Isospin
Proton und Neutron, aber auch Gruppen anderer Baryonen (z. B. Sigma-Baryonen) haben sehr ähnliche Eigenschaften, so dass man sie als unterschiedliche Ladungszustände eines Teilchens interpretieren kann. Dies wird durch den Isospin-Formalismus beschrieben.

### Strangeness, Charm, Bottomness
In den 1950er Jahren wurden Baryonen entdeckt, die – zusammen mit K-Mesonen – über die starke Wechselwirkung erzeugt wurden, aber nur über die schwache Wechselwirkung zerfielen. Dieses „seltsame“ Verhalten wurde über eine Quantenzahl Strangeness (S) beschrieben, die nur bei der schwachen Wechselwirkung nicht erhalten bleibt. Im Quarkmodell beschreibt S die Anwesenheit eines s-Quarks.
Den in den 1970er und 1980er Jahren entdeckten Baryonen mit den schwereren c- und b-Quarks werden entsprechend die Quantenzahlen Charme (C) und Bottomness (B′) zugeordnet.

### Baryonenzahl
Bei der Umwandlung („Zerfall“) eines Baryons entsteht immer ein anderes Baryon. Baryonen können nur als Paare von Baryon und Antibaryon erzeugt oder vernichtet werden. Ordnet man Baryonen und Antibaryonen die Baryonenzahl B = +1 bzw. B = −1 zu, so bleibt die Gesamtbaryonenzahl stets konstant. Die Baryonenzahl ist eine additive Quantenzahl, d. h. für Systeme mehrerer Teilchen addieren sich die Quantenzahlen der einzelnen Konstituenten zur Quantenzahl des Gesamtsystems.
Die Baryonenzahl ist nach heutigem Kenntnisstand eine absolute Erhaltungsgröße. Im Unterschied zu anderen erhaltenen Quantenzahlen ist für die Baryonenzahl keine zugehörige Symmetrie bekannt. Experimente suchen nach einem möglichen Zerfall des Protons, der diesen Erhaltungssatz verletzen würde.

### Masse
Baryonen, die aus leichten Quarks (u, d, s) zusammengesetzt sind, haben Massen zwischen knapp 1 und 2 GeV/c2. Baryonen mit schwereren Quarks (c, b) haben Massen bis 6 GeV/c2. Das leichteste Baryon, das Proton, hat eine Masse von 0,938 GeV/c2.

### Lebensdauer
Baryonen, die aufgrund von Erhaltungssätzen nur über die schwache Wechselwirkung zerfallen können, sind relativ langlebig (typischerweise 10−10 s; das Neutron mit einer mittleren Lebensdauer von fast 15 Minuten ist ein Sonderfall). Über die starke Wechselwirkung zerfallende Baryonen haben hingegen Lebensdauern von typischerweise 10−23...24 s. Sie werden als Baryonresonanzen bezeichnet. Das leichteste Baryon, das Proton, ist nach heutigem Wissensstand stabil.

## Baryonen im Quarkmodell

### Zusammensetzung
Baryonen bestehen aus drei Quarks, den so genannten Valenzquarks, die die Ladung und Quantenzahl des Baryons bestimmen, sowie aus dem Feld der starken Wechselwirkung, das sich in Gluonen und virtuellen Quark-Antiquark-Paaren, den so genannten Seequarks manifestiert. Während in Atomkernen der Beitrag des Feldes noch relativ moderat ist (die typische Bindungsenergie eines Nukleon beträgt 8 MeV, was weniger als 1 % der Nukleonmasse ist), ist er in Baryonen weit stärker: Im Proton tragen die drei Valenzquarks nur ca. 1 % zur Masse bei. Man kann die Baryonen rechnerisch so behandeln, als würde sich der Beitrag des Feldes auf die drei Valenzquarks aufteilen und ihnen damit eine deutlich höhere Masse verleihen. Die „effektiven“ Quarks bezeichnet man als Konstituentenquarks.
Die drei leichten Quarks – up (u), down (d) und strange (s) – haben Konstituentenquarkmassen von etwa der gleichen Größenordnung (wobei das s-Quark ca. 50 % schwerer ist als u- und d-Quark); charm-Quark (c) und bottom-Quark (b) sind deutlich schwerer. Baryonen mit top-Quarks (t) wurden nicht beobachtet, und aufgrund der extrem kurzen Lebensdauer des t-Quarks ist nicht zu erwarten, dass sich solche Baryonen bilden können.
Dass es gerade drei Valenzquarks sein müssen, ergibt sich aus der Theorie der starken Wechselwirkung, der Quantenchromodynamik (QCD). Jedes Quark trägt eine „Farbladung“, die drei verschiedene Werte, willkürlich „rot“, „grün“ und „blau“ genannt, annehmen kann. Diese Ladungen müssen sich insgesamt aufheben, was nur als Kombination rot+grün+blau möglich ist.

### Quantenzahlen
Die Quantenzahlen der Baryonen lassen sich im Quarkmodell gut erklären.
- Elektrische Ladung: Da Baryonen immer aus drei Valenzquarks bestehen und diese die elektrische Ladung +2⁄3 oder −1⁄3 haben, ist die Ladung der Baryonen immer ganzzahlig und kann Werte zwischen +2 und −1 annehmen.
- Strangeness, Charm und Bottomness ergeben sich aus der Zusammensetzung aus Valenzquarks. Das Ξ0 mit der Zusammensetzung uss hat beispielsweise die Strangeness[A 1] S = −2.
- Die dritte Komponente des Isospins I3 ergibt sich aus der Zahl der d- und u-Valenzquarks, denen die Quantenzahlen I3 = −1⁄2 und I3 = +1⁄2 zugeordnet sind. Für den Isospin gilt: I ≥ I3.
- Baryonenzahl: Die Erhaltung der Baryonenzahl entspricht der Erhaltung der Quark-Zahl: Quarks können sich in andere Quarks umwandeln, aber nur als Quark-Antiquark-Paare erzeugt oder vernichtet werden. Man ordnet Quarks daher die Baryonenzahl B = +1⁄3 und den Antiquarks entsprechend B = −1⁄3 zu.
- Spin und Parität: Bei Atomen können sich aufgrund des Pauli-Prinzips nur maximal zwei Elektronen im Grundzustand (n = 1, ℓ = 0) befinden, eines für jede Spinrichtung. Ebenso können im Atomkern nur jeweils zwei Protonen und zwei Neutronen im Grundzustand sein. Die Spins jedes Paars addieren sich dabei zu Null. Für die Valenzquarks in Baryonen gilt diese Einschränkung hingegen nicht: Mit der Farbladung als zusätzlichem Freiheitsgrad können sich alle drei Quarks, auch wenn sie gleichen Flavour haben, mit gleicher Spinrichtung im Grundzustand befinden. Daher ist ein Gesamtspin von sowohl 1⁄2 als auch 3⁄2 möglich.[A 3] Die Parität dieser Baryonen ist wegen ℓ = 0 dann positiv, weil die intrinsische Parität der Quarks konventionsgemäß[A 4] positiv ist.
Analog zu den Elektronen im Atom und den Nukleonen im Atomkern können die Quarks im Baryon aber auch angeregte Zustände annehmen – im Atom entspräche dies einer Hauptquantenzahl > 1 und/oder einer Bahndrehimpulsquantenzahl ℓ > 0. In diesem Fall entstehen (sehr kurzlebige) Baryonen höherer Masse und mit höheren Spinquantenzahlen.

### Baryonen aus leichten Quarks (u, d, s)

#### Multipletts
Eine wichtige Konsequenz des Aufbaus der Baryonen aus Quarks ist, dass es Gruppen von Baryonen mit ähnlichen Eigenschaften gibt, so genannte Multipletts. Betrachten wir zunächst Baryonen, die aus den drei leichten Quarks up (u), down (d) und strange (s) aufgebaut sind, die als Konstituentenquarks ähnliche Massen haben (das s-Quark etwas höhere als d und u). Dann gibt es zehn mögliche Kombinationen:
- 4 Kombinationen für Baryonen, die aus den beiden leichtesten Quarks aufgebaut sind: ddd, ddu, duu, uuu;
- 3 Kombinationen, wenn das Baryon ein s-Quark enthält: dds, dus, uus;
- 2 Kombinationen, wenn das Baryon zwei s-Quarks enthält:  dss und uss;
- 1 Kombination für drei s-Quarks: sss.

Eine mögliche Einschränkung ergibt sich aus dem Pauli-Prinzip: Da Quarks halbzahligen Spin haben, muss ihre Gesamtwellenfunktion antisymmetrisch sein: Sie muss ihr Vorzeichen wechseln, sobald man die Quantenzahlen zweier Quarks vertauscht.
Die Wellenfunktion ist dabei das Produkt aus vier Bestandteilen:
- Ortswellenfunktion: sie ist im Grundzustand symmetrisch (wegen ℓ = 0);
- Spinwellenfunktion: sie ist symmetrisch, wenn alle drei Quarkspins in dieselbe Richtung zeigen (woraus sich ein Gesamtspin 3⁄2 ergibt);
- Flavourwellenfunktion: sie ist symmetrisch, wenn alle drei Quarks denselben Flavour haben. Wenn nur u- und d-Quarks involviert sind, kann man den Isospinformalismus anwenden;
- Farbwellenfunktion: sie ist für drei Quarks antisymmetrisch, weil das aus ihnen gebildete Baryon stets farbneutral („weiß“) ist (Kombination aus einem „roten“, einem „grünen“ und einem „blauen“ Quarks).

#### Das Baryon-Dekuplett (JP=3⁄2+)

Das Dekuplett von Baryonen mit J^{P} = ^{+}

In der Tat wurden zehn Baryonen (Dekuplett) mit Spin 3⁄2 und positiver Parität gefunden, die perfekt zu diesem Schema passen:
- Vier Δ-Baryonen mit fast gleicher Masse (Isospin-Quadruplett), elektrischer Ladung von −1 bis +2 und Strangeness S = 0;
- drei Σ*-Baryonen mit fast gleicher Masse (Isospin-Triplett), elektrischer Ladung von −1 bis +1 und Strangeness[A 1] S = −1;
- zwei Ξ*-Baryonen mit fast gleicher Masse (Isospin-Duplett), elektrischer Ladung von −1 bis 0 und Strangeness S = −2;
- ein Ω-Baryon (Isospin-Singulett), elektrischer Ladung −1 und Strangeness S = −3.

Die Masse dieser Isospin-Multipletts steigt mit der Strangeness-Quantenzahl um jeweils ca. 150 MeV/c2, was sich auf die höhere Masse des s-Quarks zurückführen lässt.
Alle diese Baryonen haben positive Parität, was dazu passt, dass alle Quarks im Grundzustand (Bahndrehimpuls 0) sind.
Historisch gesehen war die Existenz von Spin-3⁄2-Baryonen mit drei Quarks gleichen Flavours (Δ++, Δ− und Ω−) ein Indiz dafür, dass es neben Ort, Spin und Flavour einen weiteren Freiheitsgrad – die Farbladung – geben musste, damit das Pauli-Prinzip erfüllt war.

#### Das Baryon-Oktett (JP=1⁄2+)

Das Oktett von Baryonen mit J^{P} = ^{+}

Wenn die Spins der der Quarks zu 1⁄2 koppeln, hat die Spinwellenfunktion gemischte Symmetrie. Aus gruppentheoretischen Überlegungen ergibt sich ein Oktett – ohne die Kombinationen ddd, uuu und sss, aber mit einem zusätzlichen Singulett der Kombination dus.
Genau dies wurde beobachtet. Das Isospinduplett aus ddu und duu sind Neutron und Proton, zusätzlich zum Isospintriplett der Σ-Baryonen und zum Duplett der Ξ-Baryonen gibt es ein Singulett, das Λ-Baryon.

#### Massenaufspaltung
Da sich die verschiedenen Zeilen der Multipletts durch die Anzahl der strange-Quarks unterscheiden (die Strangeness nimmt jeweils nach unten hin zu), liefert der Massenunterschied zwischen dem strange- und den nicht-strange-Quarks ein Maß für die Massenaufspaltung der einzelnen Isospinmultipletts.
Ferner existiert eine grundlegende Aufspaltung zwischen den Massen in Oktett und Dekuplett, die auf die (farbmagnetische) Spin-Spin-Wechselwirkung zurückzuführen ist. So hat z. B. die Quarkkombination (uus) je nach Spin unterschiedliche Massen: m(Σ+) = 1189,4 MeV/c2, m(Σ*+) = 1382,8 MeV/c2.
Innerhalb der Isospinmultipletts ist die Aufspaltung gering: z. B. m(Σ0) = 1192,6 MeV/c2, m(Σ−) = 1197,4 MeV/c2.

### Baryonen mit schweren Quarks (c, b)

Erweitertes Multiplett von Baryonen aus d-, u-, s- und c-Quarks mit J^{P} = ^{+}. Die unterste Ebene bildet das Oktett der Baryonen aus leichten Quarks. Hinzu kommt ein Nonett von Baryonen mit einem c und ein Triplett von Baryonen mit zwei c-Quarks

Auch die schwereren Quarks charm und bottom können Bestandteile von Baryonen sein, z. B. hat das Λc die Zusammensetzung udc. Das Top-Quark hingegen kann keine gebundenen Zustände bilden, weil es zu schnell zerfällt.
Durch Hinzunahme dieser Quarks lassen sich Multipletts höherer Dimension bilden. Die Teilmultipletts unterscheiden sich allerdings deutlich in den Massen, da c und b erheblich schwerer sind.

### Angeregte Zustände
Neben den beschriebenen Grundzuständen der Baryonen gibt es noch eine große Zahl angeregter Zustände mit radialer Anregung der Quarks (entsprechend der Hauptquantenzahl der Elektronen im Atom) oder Drehimpulsanregung (entsprechend der Nebenquantenzahl). Solche Baryonen können höhere Spins haben (extremes Beispiel: 11⁄2 für das Δ(2420)) und zerfallen über die starke Wechselwirkung meist in ein Baryon und ein oder mehrere Mesonen. Ihre Lebensdauer ist extrem kurz, sie liegt typischerweise in der Größenordnung von 10−24 s, entsprechend einer Zerfallsbreite von 100 MeV und höher.

### Exotische Baryonen
Es ist möglich, dass Hadronen mit halbzahligem Spin nicht aus drei (Valenz-)Quarks, sondern aus einer anderen Zahl von Quarks zusammengesetzt sind. Da freie Teilchen immer die Gesamtfarbladung 0 haben müssen (Confinement), muss die Zahl der Quarks abzüglich der Antiquarks durch drei teilbar sein. 2015 und 2019 wurden Pentaquarks mit der Zusammensetzung qqqqq nachgewiesen.

## Nomenklatur
| Baryon                                 | N   | Δ   | Λ | Σ | Ξ   | Ω |
| -------------------------------------- | --- | --- | - | - | --- | - |
| Anzahl d-, u-Quarks                    | 3   | 3   | 2 | 2 | 1   | 0 |
| Anzahl s-, c-, b-Quarks                | 0   | 0   | 1 | 1 | 2   | 3 |
| Isospin {\displaystyle I}              | 1⁄2 | 3⁄2 | 0 | 1 | 1⁄2 | 0 |
| Ladungszustände {\displaystyle (2I+1)} | 2   | 4   | 1 | 3 | 2   | 1 |

Für die Baryonen hat die Particle Data Group die folgende Nomenklatur festgelegt:
- Baryonen werden abhängig von der Zahl der leichtesten Quarks (d, u) und dem Isospin mit den Buchstaben N (Nukleon), Δ (Delta), Λ (Lambda), Σ (Sigma), Ξ (Xi) und Ω (Omega) bezeichnet.
  - ein Baryon aus drei u- und/oder d-Quarks heißt Nukleon (N), wenn es den Isospin 1⁄2 hat, und Δ, wenn es den Isospin 3⁄2 hat. Für die beiden Ladungszustände des Nukleons im Grundzustand gelten die Bezeichnungen Proton (p) und Neutron (n).
  - ein Baryon mit zwei u- und/oder d-Quarks ist ein Λ (Isospin 0) oder Σ (Isospin 1). Wenn das dritte Quark ein c oder b ist, wird dies als Index angegeben.
  - ein Baryon mit einem u- oder d-Quark ist ein Ξ. Quarks schwerer als s werden wiederum als Index angegeben. (Beispiel: ein Baryon der Zusammensetzung usc ist ein Ξc; ein Baryon der Zusammensetzung ucc ist ein Ξcc.)
  - ein Baryon ohne u- und d-Quark ist ein Ω. Quarks schwerer als s werden wiederum als Index angegeben.
- Zur weiteren Unterscheidung wird die Masse des Baryons (in MeV/c2) in Klammern angegeben. Beim niedrigsten Zustand kann diese Angabe entfallen. Die niedrigsten Spin-3⁄2-Zustände von Σ und Ξ können statt mit der Masse auch mit einem Sternchen gekennzeichnet werden.
- Bei Baryonen mit Isospin > 0 (also N, Δ, Σ, Ξ) gibt es mehrere Ladungszustände, je nachdem, wie viele u- oder d-Quarks involviert sind. Daher wird dort zusätzlich die elektrische Ladung angegeben. (Beispiel: ein Baryon mit der Zusammensetzung uss ist ein Ξ0.)
- Pentaquarks werden mit dem Buchstaben P bezeichnet, mit der Ladung als oberem und schwerem Flavour als unterem Index, gefolgt von der Masse und optional von den Quantenzahlen Spin und Parität, z. B. Pc+(4312).

## Baryonische Materie in der Kosmologie
Als Baryonische Materie bezeichnet man in der Kosmologie und der Astrophysik die aus Atomen aufgebaute Materie, um diese von dunkler Materie, dunkler Energie und elektromagnetischer Strahlung zu unterscheiden. Im sichtbaren Universum gibt es mehr Baryonen als Antibaryonen, diese Asymmetrie nennt man Baryonenasymmetrie.

## Forschungsgeschichte
Im Jahr 1919 führte Ernest Rutherford die erste künstliche Kernumwandlung durch und wies nach, dass dabei Wasserstoffkerne emittiert wurden. Damit wurde deutlich, dass auch der Atomkern eine Struktur besitzen musste. Bald wurde klar, dass Atomkerne neben Wasserstoffkernen (Protonen) weitere, elektrisch neutrale Teilchen (Neutronen) beinhalten mussten. Mit dem Nachweis des Neutrons durch James Chadwick 1930 hatte man die Bestandteile normaler Materie – Elektron, Proton und Neutron – gefunden. Da Proton und Neutron sehr ähnliche Eigenschaften hatten, wurden sie von Werner Heisenberg als ein Teilchen (Nukleon) mit zwei Ladungszuständen (Isospin) beschrieben.
1950 wurde das Λ-Baryon als erstes weiteres „schweres“ Teilchen in Reaktionen mit kosmischer Strahlung entdeckt, es folgten die Entdeckung von Σ und Ξ. Mit Zyklotron-Experimenten wurden „Resonanzen“ (starker Anstieg der Reaktionswahrscheinlichkeit bei bestimmter Energie) bei der Reaktion von Pionen mit Nukleonen entdeckt und von Murray Gell-Mann als Quadruplett von Δ-Teilchen gedeutet. Der Name „Baryon“ etablierte sich für diese Teilchen.
Kazuhiko Nishijima und Gell-Mann fanden 1953 bzw. 1956 unabhängig voneinander eine  Gesetzmäßigkeit, die heute als Gell-Mann-Nishijima-Formel Q = I3+(B+S)/2 bekannt ist. Im Jahr 1961 gelang es Gell-Mann und Yuval Ne’eman, die bekannten Hadronen aufgrund gruppentheoretischer Überlegungen in bestimmten Schemata (den „Achtfachen Weg“, engl.: eightfold way) anzuordnen – die Baryonen in ein Oktett und ein Dekuplett.
Vom Spin-3⁄2-Dekuplett waren zu diesem Zeitpunkt das Δ-Quadruplett und das Σ*-Triplett bekannt. Nach dem Nachweis des Ξ*-Dupletts im Jahr 1963 fehlte als letztes das Teilchen mit Strangeness S = −3, dessen Masse Gell-Mann berechnete (Gell-Mann-Okubo-Massenformel). Aufgrund dieser Voraussagen wurde 1964 tatsächlich das Ω-Baryon mit einem speziell hierfür ausgelegten Experiment gefunden (siehe Ω-Baryon → Forschungsgeschichte). Damit galt die Richtigkeit des „Achtfachen Wegs“ als erwiesen. Zur Erklärung dieser Ordnung postulierte Gell-Mann 1964 (und unabhängig von ihm George Zweig), dass Mesonen und Baryonen aus noch kleineren Teilchen zusammengesetzt seien, und nannte diese Quarks.
In den späten 1960er Jahren zeigten Experimente mit tief inelastischer Streuung hochenergetischer Elektronen am SLAC, später auch weitere Experimente mit Neutrinos und Myonen an anderen Orten, dass Nukleonen tatsächlich eine Substruktur haben und Teilchen mit Spin 1⁄2 enthalten.
Nachdem 1974 mit dem J/ψ-Meson das zuvor postulierte c-Quark nachgewiesen wurde, entdeckte man im Jahr darauf mit dem (Λc = udc) das erste Baryon mit c-Quark.
Das erste Baryon mit einem b-Quark (Λb = udb) wurde 1981 gefunden.
2015 gab es den ersten experimentellen Hinweis auf ein Pentaquark.

## Liste der Baryonen
Die Liste der Baryonen enthält die Zusammenstellung aller bekannten Baryonen sowie der vorhergesagten Baryonen mit Gesamtdrehimpuls J = 1⁄2 oder J = 3⁄2 und positiver Parität.